# Ducati Diavel
Ducati Diavel (Diavel на болонском диалекте — «дьявол») — второй круизер в истории Ducati (первый, Indiana, выпускался итальянцами в 1986—1990 годах). Мировой дебют Ducati Diavel состоялся в ноябре 2010 года на Миланском международном мотосалоне (EICMA).

## Описание
Ducati Diavel — мотоцикл, разработанный и выпущенный итальянской компанией, которая с его помощью намерена диверсифицировать свою линейку продукции и вторгнуться в новый для себя сегмент рынка. Смонтирован на жёсткой раме типа «птичья клетка». Двигатель — доработанная версия 1 198,4 кубового жидкостного охлаждения, с четырьмя клапанами на цилиндр и десмодромным механизмом газораспределения Testastretta от супербайка Ducati 1198. Новое название двигателя — Testastretta 11° (в результате доработки двигателя, в частности, угол клапана уменьшился с 41° до 11°). Система впрыска — электронная Mitsubishi с эллиптическими дроссельными заслонками Mikuni и с RbW. Лёгкая система выпуска 2-1-2 с каталитическим конвертером, парными датчиками кислорода и парными алюминиевыми глушителями.
Все эти усовершенствования дали прибавку в мощности. Сцепление многодисковое, мокрое, с гидравлическим приводом. Переднее колесо — 14-спицевое, легкосплавное, 3,50х17, с шиной 120/70 ZR 17 Pirelli Diablo Rosso II, заднее — 14-спицевое кованое легкосплавное, 8,00х17, с шиной 240/45 ZR 17 Pirelli Diablo Rosso II. Приборная панель с полноцветным монитором оснащена спидометром, тахометром, указателем скорости прохождения круга, часами, имеются два термометра (для воздуха и для охлаждающей жидкости), указатель остатка топлива, индикаторы предупреждения о плановом техобслуживании, работы ABS (производства «Robert Bosch GmbH»), работы DTC, аварийного давления масла, дальнего света, поворотников, нейтральной передачи. Мотоцикл оснащён встроенным иммобилайзером.
У Ducati Diavel два типа облицовки. Стандартная (алюминий и пластик) и улучшенная, карбоновая. В последнем случае вес мотоцикла уменьшается на три килограмма.
Ducati Diavel имеет три различных режима поездок — городской, туристический и спортивный. Для каждого из них характерны свои уровни работы противобуксовочной системы, мощности двигателя и чувствительности ABS. Так, в Городском режиме мощность Testastretta 11° ограничивается на уровне 100 л. с. (74 кВт), что делает его более управляемым на низких скоростях. В Туристическом режиме мощность двигателя составляет уже все 162 л. с. (119 кВт) а крутящий момент — 127 Н·м. В спортивном режиме меняются настройки противобуксовочной системы и ABS.
Мотоцикл предназначен для рынков США и Европы. Официальные дилеры Ducati предлагают эту машину и покупателям в России.
Стоимость обновленного Ducati Diavel 1260, получившего новый мотор Testastretta DVT 1262, в России в 2019 году составляет 1,8—2,2 млн руб.